# Taopi
Taopi é uma cidade localizada no estado americano de Minnesota, no Condado de Mower.

## Demografia
Segundo o censo americano de 2000, a sua população era de 93 habitantes.
Em 2006, foi estimada uma população de 98, um aumento de 5 (5.4%).

## Geografia
De acordo com o United States Census Bureau tem uma área de 1,0 km², dos quais 1,0 km² cobertos por terra e 0,0 km² cobertos por água.

## Localidades na vizinhança
O diagrama seguinte representa as localidades num raio de 16 km ao redor de Taopi.